# 本城安次郎
本城 安次郎（ほんじょう やすじろう、1860年3月4日（万延元年2月12日）- 1901年（明治34年）11月5日）は、明治期の実業家、政治家。衆議院議員。

## 経歴
石見国那賀郡、のちの島根県那賀郡周布村（現浜田市）で、建築業・本城新輔の息子として生まれた。大阪開明学校を卒業し、上京して攻玉塾で学び、1878年（明治11年）ころ工部大学校に入学したが、病のため1879年（明治12年）秋に退学した。
健康が回復すると神戸で紙類廃売店を開業し、また、貿易店を営み、日清戦争時には軍需物品を扱い、大阪に本城商会を設けて遼東、台湾へも事業を拡張した。その他、神戸樟脳取引所理事、大阪浪速商品取引所創立委員長、神戸商業会議所議員などを務めた。また日本赤十字社名誉会員となった。
政界では、神戸市会議員、兵庫県会議員を務めた。1898年（明治31年）3月、第5回衆議院議員総選挙（兵庫県第1区、自由党）で初当選し、次の第6回総選挙でも再選され、最後は立憲政友会に所属して、衆議院議員に連続2期在任した。議員在任中の1901年11月に死去した。

## 国政選挙歴
- 第3回衆議院議員総選挙（兵庫県第1区、1894年3月、自由党）次点落選[7]
- 第4回衆議院議員総選挙（兵庫県第1区、1894年9月、自由党）次点落選[5]
- 第5回衆議院議員総選挙（兵庫県第1区、1898年3月、自由党）当選[5]
- 第6回衆議院議員総選挙（兵庫県第1区、1898年8月、憲政党）当選[5]